# Appendicula padangensis
Appendicula padangensis är en orkidéart som beskrevs av Rudolf Schlechter. Appendicula padangensis ingår i släktet Appendicula och familjen orkidéer. Inga underarter finns listade i Catalogue of Life.